# La Guerre des mondes (radio, 1938)
Pour les articles homonymes, voir La Guerre des mondes (homonymie).

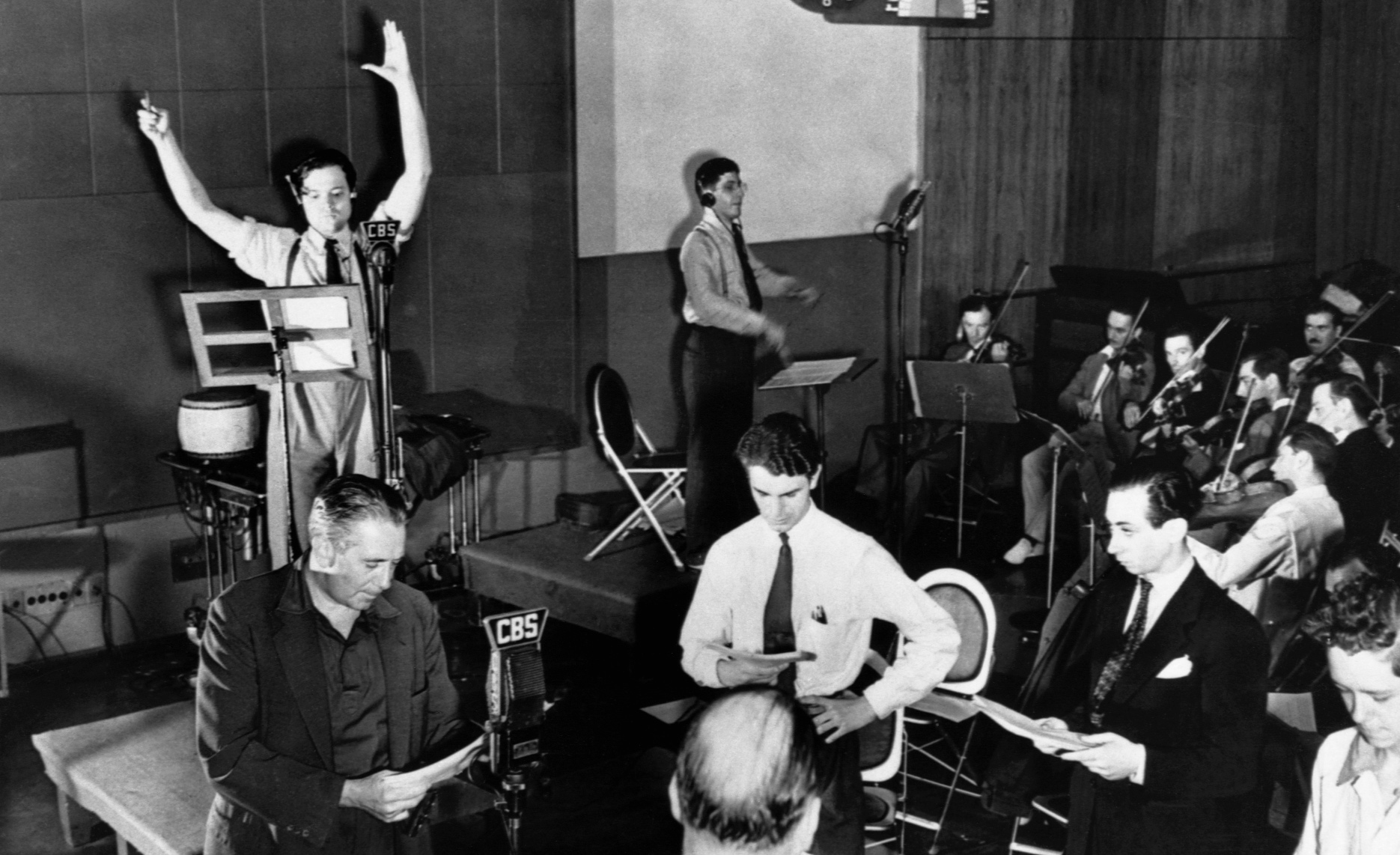
Photographie d'une répétition de La Guerre des mondes au théâtre Mercury. Orson Welles est à gauche les bras levés, Bernard Herrmann dirige l'orchestre radiophonique de la CBS, et aux micros les acteurs Ray Collins et Richard Wilson (en chemise blanche).

La Guerre des mondes est une dramatique radio interprétée par la troupe du Mercury Theatre (en) et diffusée le 30 octobre 1938 sur le réseau CBS aux États-Unis. Écrite et racontée par Orson Welles, c'est une adaptation du roman du même nom de l'écrivain H. G. Wells.
La mémoire collective a retenu que l'émission aurait causé un vent de panique à travers les États-Unis, des dizaines de milliers d'auditeurs croyant qu'il s'agissait d'un bulletin d'informations et qu'une attaque extraterrestre était en cours. Mais il s'agit d'une légende forgée par les journaux de l'époque et encore davantage exagérée au fil du temps.

## Fiche technique
- Mise en scène et production : Orson Welles[1]
- Adaptation : Howard Koch, Paul Stewart, John Houseman
- Supervision musicale : Bernard Herrmann
- Ingénieur du son : John Dietz

### Distribution

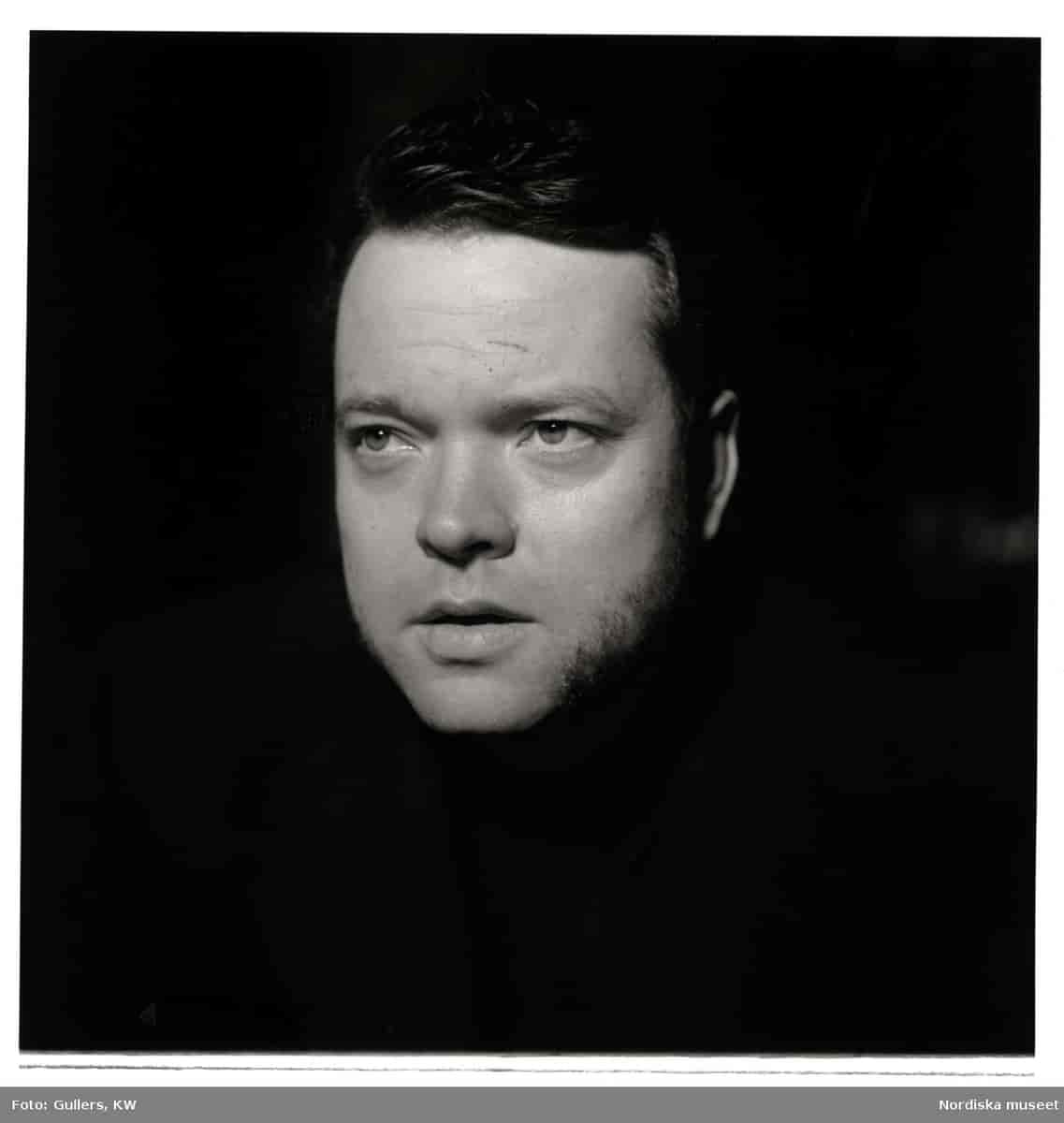
Orson Welles

- Orson Welles : professeur Richard Pierson
- Frank Readick : Carl Philips, un opérateur 2X2L
- Ray Collins : Wilmuth, Harry McDonald, un speaker
- Paul Stewart : Un journaliste météo, un reporter radio
- Carl Frank : un reporter radio, un quidam
- Kenny Delmar : Capitaine Lansing, le Ministre de l'intérieur, un opérateur radio, un policier
- Richard Wilson : Brigadier général Montgomery Smith
- William Alland : un speaker, un tireur
- Stefan Schnabel : Un observateur
- William Herz : un technicien
- Howard Smith : voix diverses

## Pré-production
Selon André Bazin, « l'incroyable aventure de l'invasion imaginaire » n'a pas été préméditée. Du temps déjà du Federal Theatre (en), Welles est un espoir montant pour le réseau radiophonique qui l'emploie. Columbia Broadcasting System lui laisse, de production en production, un peu plus de liberté créative. À partir de 1938, il anime un programme hebdomadaire : « The Mercury Theatre on the Air (en) ». Welles y remplit une fonction proche d'un Monsieur Loyal au sein de la troupe. Les adaptations de L'Île au trésor, Jane Eyre, Le Nommé Jeudi, Jules César, Le Tour du monde en quatre-vingts jours ne lui valent pas de remontrances. Il décide alors de se pencher sur un sujet de science-fiction. Des adaptations des romans Le nuage pourpre (en) de Matthew Phipps Shiel ou Le Monde perdu d'Arthur Conan Doyle sont envisagées. Finalement, ce sera La Guerre des mondes de H. G. Wells.
Pris par les répétitions de son Danton, Welles n'a pas le temps de participer activement aux séances d'écriture et les scénaristes-adaptateurs ne sont pas enthousiasmés par le sujet. Le 29 octobre 1938, face à l'indigence des premiers essais enregistrés, il prend la décision, en accord avec la troupe, de situer l'action dans le présent. Après une nuit de réécriture, une nouvelle version, qui rompt avec l'unité de lieu narrative, est répétée. La fiction radiophonique [cf. CAA Agathe] a été pré-enregistrée puis diffusée à l'antenne dans la soirée du 30 octobre 1938. Une fois la transmission achevée, toute la troupe part reprendre les répétitions nocturnes de Danton.

## La légende du vent de panique
Au lendemain de l'émission, les unes des journaux relatent de prétendues scènes de panique et d'émeutes massives à travers les États-Unis, qui auraient été causées par le feuilleton de Welles et sa fausse annonce d'attaque extraterrestre.
L'équipe du psychologue Hadley Cantril récolte rapidement après l'évènement de nombreux témoignages (études de cas) de personnes ayant “paniqué” durant la diffusion radiophonique, ainsi que d'autres données empiriques (un sondage Gallup rapporte non seulement le nombre de personnes ayant écouté la transmission, mais aussi le nombre de personnes ayant répondu positivement à la question « Avez-vous paniqué durant l'émission radio ? », l'augmentation des coups de téléphone durant la retransmission, les plaintes subséquentes à la chaîne de radio, les coupures de presse dans la semaine qui suivit celle-ci, etc.). Certains témoins rapportent avoir ressenti des symptômes physiques comme l'odeur des gaz des Martiens, ainsi que la chaleur des rayons émis par leurs armes.
Cependant, le sociologue Pierre Lagrange défend pour sa part l'idée que la panique engendrée par l'émission de Welles est largement exagérée. Il y a bien eu quelques rares cas d'affolement mais pas d'hystérie collective. Il est possible que Cantril ait abusivement interprété l'effroi des personnes, sentiment compréhensible à l'écoute d'un feuilleton à suspense, comme des personnes « paniquées » qui auraient pris la fiction pour la réalité.
Selon une autre enquête du sociologue Robert E. Bartholomew, l'étude de Cantril n'est fondée que sur des entretiens réalisés auprès de 135 personnes. Parmi ces témoignages, Cantril a délibérément choisi ceux qui soutiennent le mieux son point de vue. Bartholomew considère que les épisodes les plus violents rapportés par Cantril (suicides, crises cardiaques) sont infondés, mais qu'ils font dorénavant partie du folklore américain.
Plusieurs faits contredisent la légende du vent de panique. En premier lieu, l'émission de Welles n'a pas eu énormément d'auditeurs le soir du 30 octobre 1938. D'après le sondage mené par le service d'audience C. E. Hooper (en) sur 5 000 foyers américains le soir de la diffusion, le feuilleton n'est écouté que par 2 % des personnes interrogées. Il subit notamment la concurrence d'émissions populaires diffusées à la même heure comme The Chase and Sanborn Hour (en) sur NBC. De plus, parmi les sondés qui écoutent effectivement la Guerre des mondes, aucune réponse ne laissait entendre qu'ils la prennent pour un bulletin d'informations réel. Enfin, les témoignages de l'époque ne font pas état des scènes de panique alléguées par les journaux, et les hôpitaux new-yorkais n'ont pas enregistré de pic d'affluence,,.
La pièce dramatique de Welles a donc peu d'auditeurs, ce qui n'empêche pas la presse nationale de se déchaîner contre la petite station. C'est l'époque où la presse, inquiète de l'ampleur que la radio prend à ses dépens, perd en même temps que des lecteurs les recettes afférentes de la publicité.
En 1949, un canular identique fut réalisé par la radio équatorienne, une partie des habitants de Quito fut alors prise de panique, puis apprenant qu'ils avaient été victimes d'une mauvaise plaisanterie et furieux, ils mirent le feu à l'immeuble de la radiodiffusion équatorienne d'où l'on retira six cadavres.

## Synopsis
Source : Pressage CD phonurgia nova éditions, Arles, France 1989 accompagné d'un livret  (ISBN 2908325012) (Texte intégral traduit suivi de Mémoires de la radio de John Houseman et de Orson Welles et Un parcours radiophonique par François Thomas. Préface de Carol Shapiro).

### Piste 1 (6:09)
C'est d'abord la voix d'un speaker annonçant que la radio CBS ainsi que ses stations affiliées s'apprêtent à faire entendre Orson Welles et le Mercury Theatre dans La Guerre des mondes de H. G. Wells. L'indicatif sonore du Mercury Theatre est le thème orchestral du Concerto pour piano no 1 de Tchaïkovski. Un nouveau speaker annonce Orson Welles, ce dernier prend la parole et d'un ton pontifiant annonce que « Depuis l'aube de notre siècle, nous sommes observés par des êtres d'une intelligence absolue » et poursuit sur un discours quant à la réalité de la menace extraterrestre. Il décrit le jour de l'émission (le 30 octobre 1938) au passé : « C'était quelque mille et neuf cents années après le début de notre ère, pour cette soirée du trentième jour du mois d'octobre...». Sans transition, la fin d'un bulletin météo est diffusée et évoque quelques perturbations atmosphériques d'une origine inconnue. Lorsque le bulletin se termine un intermède musical banal débute il est interrompu par une annonce : « Mesdames et Messieurs, nous sommes bien contraints de ne pas poursuivre notre retransmission musicale car une nouvelle d'importance doit vous être donnée... ». Le présentateur annonce qu'un éminent scientifique dont le laboratoire est situé à Chicago constate que des gaz explosifs ont été émis sur la planète Mars... La musique reprend, applaudissements... Débute Star Dust... Mais déjà le « journaliste » revient avec des informations fraîches concernant les gaz émis depuis Mars. Il annonce que l'on va entendre l'éminent professeur Pierson dans quelques instants, depuis Princeton dans le New Jersey. Mais encore une fois, place à la musique.

### Piste 2 (5:00)
Un nouveau « présentateur » dit parler depuis Princeton (New Jersey) et donne la parole au Professeur Pierson (Orson Welles)  qui d'une voix grave donne des informations sur la distance Terre-Mars mais semble préoccupé... Un peu de piano reprend puis des nouvelles étranges venant du Canada, du New Jersey, évoquant une chute d'astéroïdes... puis de la musique jazz...

### Piste 3 (3:58)
Et en direct du New Jersey, le même présentateur (Philips) inquiet maintenant, se fait entendre par-dessus les sirènes de secours accompagné de Pierson. « Je suppose que c'est ce truc là-devant moi... » Le présentateur décrit l'objet et interroge le même professeur (Orson Welles). Brouhaha... Un Monsieur Wilmuth vient dire que justement il écoutait CBS. Mais Monsieur Wilmuth ne parle pas assez fort ! Et le quidam d'expliquer qu'il a entendu avant de voir, comme un « siiiiii » un peu comme une fusée de fête nationale. Philips le presse... Wilmuth balbutie. Wilmuth est fermier ; c'est sur sa grange que s'est abattu l'astéroïde... Le présentateur est maintenant assez enjoué, il décrit l’agitation qui entoure la scène, l'ambiance, les voitures innombrables, les lumières... Brouhaha... Quelqu'un veut toucher l'objet... À propos, aviez-vous noté ce son cher Professeur Pierson ? Je vais rapprocher le microphone... (objectivement, le son ressemble à un couvercle de boite de conserve vissé puis dévissé) S'agit-il vraiment d'une météorite ? Pierson est perplexe : c'est lisse, cylindrique...

### Piste 4 (11:56)
Oh mon dieu ! Cela s'ouvre ! Ça se dévisse ! Ce visage ! Le journaliste annonce qu'il va interrompre sa retransmission quelques instants, le temps de se mettre à l'abri... une musique de piano... une annonce... à nouveau du piano... Philips revient, se répète... il décrit les « robots » de la Guerre des mondes. Des policiers hissent un drapeau blanc... Explosions... Silence de mort... "Mesdames et Messieurs, nous sommes au regret de ne pouvoir poursuivre notre émission depuis Grovers Mill". Le Professeur Indelkoffer annonce depuis la Californie que tout cela n'est qu'activité volcanique martienne et qu'il n'y a pas lieu de s'inquiéter... Encore du piano... Un message téléphonique tombe : 40 morts à Grovers Mill. "Nous allons entendre le brigadier chef Smith"... (Orson Welles avec cette fois un accent plus trainant) qui vient d'être nommé gouverneur militaire du New Jersey... Le présentateur parle maintenant de ... Un instant... Finalement nous avons retrouvé le professeur Pierson... grâce à un « fil spécial » - Et de fait la voix d'Orson Welles est cette fois déformée par les sonorités d'un mégaphone. Pierson déclare ne rien pouvoir affirmer. Il se perd littéralement en conjectures. Les « Visiteurs » utiliseraient-ils des miroirs d'Archimède? Un présentateur reprend l'antenne pour annoncer la mort effroyable de Carl Philips (le présentateur qui accompagnait Pierson). La Croix-Rouge est sur les lieux. La parole est donnée à M. McDonald (Welles avec un accent britannique), un responsable des opérations qui emploie la langue de bois. Direction le QG de la milice improvisée à Grovers Mill. Un capitaine tente de minimiser l'incident. Il décrit son propre péril. Un présentateur affirme enfin que les extraterrestres ont débarqué sur Terre et annonce la prise de parole du Secrétaire de l'Intérieur - une charge fictive de l'administration fédérale - depuis Washington.

### Piste 5 (3:25)
« Mes bien chers concitoyens, je ne vous cacherai pas la gravité de la situation. Ni l'extrême gravité de la menace à laquelle nous sommes confrontés. Pour autant, je vous en supplie...gardez votre calme... Pour le moment, l'ennemi est cantonné sur une portion réduite du territoire. Prions que les forces armées parviennent à l'y maintenir. En attendant, tournons-nous vers Dieu et continuons, comme si de rien n'était. Que notre Nation se dresse face à cette menace d'extinction. Je vous remercie. » « Vous venez d'entendre le secrétaire de l'Intérieur qui s'adressait à nous depuis Washington. Nous vous informons qu'une partie du New Jersey est coupée du monde. Ici, à New York, des télex du monde entier affluent. Des scientifiques de toutes les nations proposent leur aide. Apparemment, d'autres fusées ennemies (rocket machine) sont en route vers la Terre... On en aurait aperçu en Virginie. La stratégie des envahisseurs semble de désorganiser la société humaine en brisant les moyens de communication... Des dépêches nous parviennent du New-Jersey où l'armée affronte actuellement les envahisseurs. Une dépêche nous parvient de Long Island... Un instant s'il vous plait... Un câble spécial nous permet de retransmettre ce qui se passe actuellement dans les "Watchin Mountains"(?) »

### Piste 6 (5:38)
L'artillerie règle son tir et abat un tripode avant de succomber à une attaque chimique.

### Piste 7 (4:26)
Depuis le toit de l'immeuble de CBS Radio, un journaliste commente la fuite éperdue des New-yorkais avant de succomber à son tour.

### Piste 8 (0:48)
(Rupture narrative) "Vous êtes à l'écoute de CBS qui transmet actuellement une adaptation radiophonique originale d'Orson Welles et du Mercury Theatre de La Guerre des mondes d'H. G. Wells !... La retransmission va reprendre bientôt, vous êtes bien à l'écoute de CBS qui transmet actuellement une fiction adaptée de l’œuvre de H.G. Wells, par Orson Welles et du Théâtre des Ondes Mercury."

### Piste 9 (5:01)
(Le récit reprend) Pierson écrit son journal...

### Piste 10 (11:38)
(Dialogue entre un soldat et Pierson puis d'un récit type « journal intime » toujours par Pierson). La défaite « bactériologique » des Martiens est rapidement évoquée. Le récit se conclut par l'évocation d'un musée où sont présentées les carcasses de machines de guerre martiennes.

### Piste 11 (1:41)
Orson Welles rappelle que c'est lui qui intervenait à la radio et que c'est... Halloween.

## Citations
- 2007. Un épisode de Cold Case (saison 5, épisode 7) raconte l'enquête qui suit la découverte d'une femme portée disparue pendant l'émission d'Orson Welles.
- 2006. Dans l'épisode d'Halloween « Simpson Horror Show XVII » des Simpsons, il y est fait référence suivi d'une vraie attaque extraterrestre des deux aliens Kang et Kodos.
- Au tout début d'un épisode de Malcolm (2000–2006), Dewey fait référence à la panique engendrée par l'œuvre, et souhaite en prendre exemple pour faire une blague à son grand frère Reese.
- 1987. Une séquence de Radio Days de Woody Allen met en scène Dianne Wiest et l'un de ses soupirants. Ils sont en voiture, bloqués par le brouillard et pris de panique en entendant l'émission.
- 1984. Le film Gremlins fait une très brève référence au vent de panique ayant suivi l'émission radiophonique.
- 1984. Les Aventures de Buckaroo Banzaï à travers la 8e dimension de W. D. Richter s'en font l'écho.
- En 1975, le téléfilm La nuit qui terrifia l'Amérique[10] (The Night That Panicked America) propose une reconstitution des événements et des réactions du public.
- 1970. Un des chapitres du roman Un jardin de sable d'Earl Thompson se déroule durant l'événement, racontant comment les personnages du roman y réagissent.

## Autre évocation
- En 2002, des biologistes rendent hommage au cinéaste. Au sein du genre Orsonwelles — regroupant des araignées aranéomorphes de la famille des Linyphiidae endémiques d’Hawaï et dont l’épithète spécifique désignant chaque espèce a été choisie en référence à une œuvre de l’homme de radio et cinéaste — l’espèce Orsonwelles bellum, endémique de Kauai (elle y a été observée au pied de la tour de l'émetteur de radio du mont Kahili), est nommée en référence à l'émission La Guerre des mondes (The War of the Worlds), bellum signifiant en latin « guerre »[11].

## Documentaires
- 2013 : La guerre des mondes selon Orson Welles. Réalisation : Cathleen O'Connell.
- 2016 : Les plus grandes arnaques de l'histoire épisode La guerre des mondes. Réalisation : Bruce Burgess.

### Articles connexes

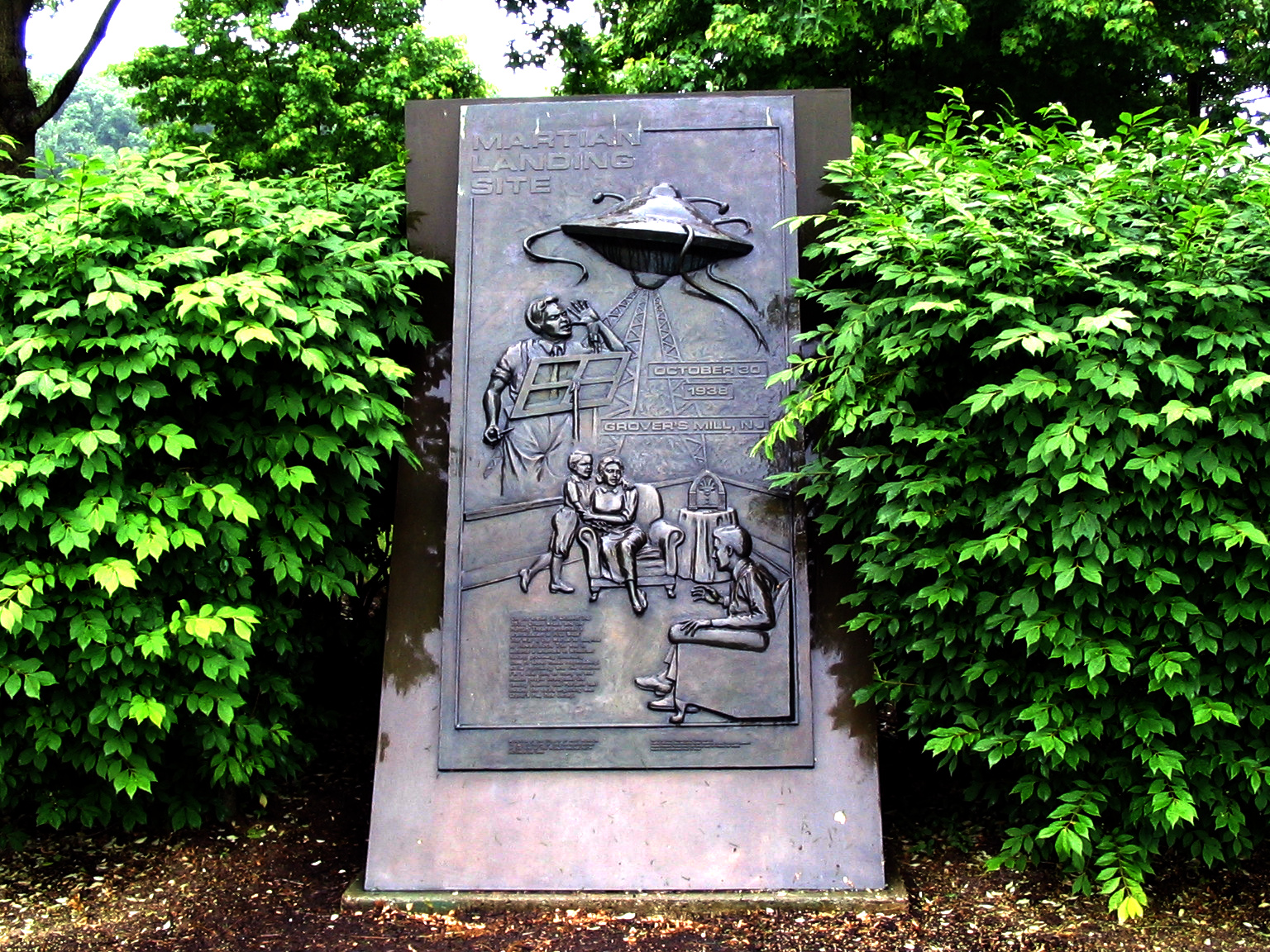
Stèle commémorant l'invasion fictive (parc de Grover's Mill, New Jersey, États-Unis).